# Una manciata d'odio
Una manciata d'odio (Short Grass) è un film del 1950 diretto da Lesley Selander.
È un western statunitense con Rod Cameron, Cathy Downs, Johnny Mack Brown, Raymond Walburn r Alan Hale Jr.. È basato sul romanzo del 1947 Short Grass di Tom W. Blackburn.

## Produzione
Il film, diretto da Lesley Selander su una sceneggiatura e un soggetto di Thomas W. Blackburn (autore del romanzo), fu prodotto da Scott R. Dunlap tramite la Scott R. Dunlap Productions e girato a Albuquerque, Nuovo Messico, dal 7 al 29 agosto 1950.

## Distribuzione
Il film fu distribuito con il titolo Short Grass negli Stati Uniti dal 24 dicembre 1950 al cinema dalla Allied Artists Pictures.
Altre distribuzioni:
- in Brasile (Terra de Sangue)
- in Italia (Una manciata d'odio)

## Promozione
Le tagline sono:
- BIG! BOLD! BLAZING WITH ACTION!
- ROD CAMERON...as the fabulous "Man from Santa Fe" who battled the Southwest's deadliest badmen!
- Most Feared "LONE HAND" of Them All!... Tall, silent Steve Lewellyn, who blocked the path of outlawry west of Santa Fe!